# Clàssiques de les Ardenes
|  | No s'ha de confondre amb la carrera ciclista homònima reservada per a ciclistes amateurs que es corre a Bèlgica, vegeu Tríptic de les Ardenes.. |

Les Clàssiques de les Ardenes (també conegudes com la Trilogia de les Ardenes o el Tríptic de les Ardenes) són tres curses ciclistes que es disputen cada any al mes d'abril a la zona de les Ardenes: Amstel Gold Race, Fletxa Valona i Lieja-Bastogne-Lieja. Les tres clàssiques, de reconegut prestigi i tradició, es disputen en aquest ordre en una mateixa setmana.
Les curses destaquen per les seves petites cotes, i on els ciclistes que lluiten per la victòria tenen un perfil similar en les tres carreres. Aquest són els anomenats en l'argot ciclista com a puncheurs o explosius, que són especialistes en pujades curtes i molt pendent.

## Calendari
- Amstel Gold Race (tercer diumenge d'abril)
- Fletxa Valona (el dimecres següent)
- Lieja-Bastogne-Lieja (quart diumenge d'abril), amb el sobrenom de "la Doyenne".

## Palmarès

### Masculí
| Any       | Amstel Gold Race                            | Fletxa Valona                               | Lieja-Bastogne-Lieja                        |
| --------- | ------------------------------------------- | ------------------------------------------- | ------------------------------------------- |
| 1892      |                                             |                                             | Léon Houa                                   |
| 1893      | Léon Houa                                   |                                             |                                             |
| 1894      | Léon Houa                                   |                                             |                                             |
| 1894-1907 |                                             |                                             |                                             |
| 1908      |                                             |                                             | André Trousselier                           |
| 1909      | Victor Fastre                               |                                             |                                             |
| 1910      |                                             |                                             |                                             |
| 1911      |                                             |                                             | Joseph Van Daele                            |
| 1912      | Omer Verschoore                             |                                             |                                             |
| 1913      | Maurice Moritz                              |                                             |                                             |
| 1914-1918 | No es disputa per la Primera guerra mundial | No es disputa per la Primera guerra mundial | No es disputa per la Primera guerra mundial |
| 1919      |                                             |                                             | Leon Devos                                  |
| 1920      | Léon Scieur                                 |                                             |                                             |
| 1921      | Louis Mottiat                               |                                             |                                             |
| 1922      | Louis Mottiat                               |                                             |                                             |
| 1923      | René Vermandel                              |                                             |                                             |
| 1924      | René Vermandel                              |                                             |                                             |
| 1925      | Georges Ronsse                              |                                             |                                             |
| 1926      | Dieudonne Smets                             |                                             |                                             |
| 1927      | Maurice Raes                                |                                             |                                             |
| 1928      | Ernest Mottard                              |                                             |                                             |
| 1929      | Alfons Schepers                             |                                             |                                             |
| 1930      | Hermann Buse                                |                                             |                                             |
| 1931      | Alfons Schepers                             |                                             |                                             |
| 1932      | Marcel Houyoux                              |                                             |                                             |
| 1933      | François Gardier                            |                                             |                                             |
| 1934      | Theo Herckenrath                            |                                             |                                             |
| 1935      | Alfons Schepers                             |                                             |                                             |
| 1936      |                                             | Philémon De Meersman                        | Albert Beckaert                             |
| 1937      | Adolph Braeckeveldt                         | Éloi Meulenberg                             |                                             |
| 1938      | Émile Masson jr.                            | Alfons Deloor                               |                                             |
| 1939      | Edmond Delathouwer                          | Albert Ritserveldt                          |                                             |
| 1940      | No disputades per la Segona Guerra Mundial  | No disputades per la Segona Guerra Mundial  | No disputades per la Segona Guerra Mundial  |
| 1941      |                                             | Sylvain Grysolle                            | No disputada per la 2GM                     |
| 1942      | Karel Thijs                                 |                                             | No disputada per la 2GM                     |
| 1943      | Marcel Kint                                 | Richard Depoorter                           |                                             |
| 1944      | Marcel Kint                                 | No disputada per la 2GM                     |                                             |
| 1945      | Marcel Kint                                 | Jean Engels                                 |                                             |
| 1946      | Désiré Keteleer                             | Prosper Depredomme                          |                                             |
| 1947      | Ernest Sterckx                              | Richard Depoorter                           |                                             |
| 1948      | Fermo Camellini                             | Maurice Mollin                              |                                             |
| 1949      | Rik Van Steenbergen                         | Camille Danguillaume                        |                                             |
| 1950      | Fausto Coppi                                | Prosper Depredomme                          |                                             |
| 1951      | Ferdi Kübler                                | Ferdi Kübler                                |                                             |
| 1952      | Ferdi Kübler                                | Ferdi Kübler                                |                                             |
| 1953      | Stan Ockers                                 | Alois De Hertog                             |                                             |
| 1954      | Germain Derycke                             | Marcel Ernzer                               |                                             |
| 1955      | Stan Ockers                                 | Stan Ockers                                 |                                             |
| 1956      | Richard Van Genechten                       | Fred De Bruyne                              |                                             |
| 1957      | Raymond Impanis                             | G.Derycke et F.Schoubben                    |                                             |
| 1958      | Rik Van Steenbergen                         | Fred De Bruyne                              |                                             |
| 1959      | Jos Hoevenaers                              | Fred De Bruyne                              |                                             |
| 1960      | Pino Cerami                                 | Albertus Geldermans                         |                                             |
| 1961      | Willy Vannitsen                             | Rik Van Looy                                |                                             |
| 1962      | Henri De Wolf                               | Jef Planckaert                              |                                             |
| 1963      | Raymond Poulidor                            | Frans Melckenbeeck                          |                                             |
| 1964      | Gilbert Desmet                              | Willy Bocklant                              |                                             |
| 1965      | Roberto Poggiali                            | Carmine Preziosi                            |                                             |
| 1966      | Jean Stablinski                             | Michele Dancelli                            | Jacques Anquetil                            |
| 1967      | Arie den Hartog                             | Eddy Merckx                                 | Walter Godefroot                            |
| 1968      | Harry Steevens                              | Rik Van Looy                                | Valere Van Sweevelt                         |
| 1969      | Guido Reybrouck                             | Jos Huysmans                                | Eddy Merckx                                 |
| 1970      | Georges Pintens                             | Eddy Merckx                                 | Roger De Vlaeminck                          |
| 1971      | Frans Verbeeck                              | Roger De Vlaeminck                          | Eddy Merckx                                 |
| 1972      | Walter Planckaert                           | Eddy Merckx                                 | Eddy Merckx                                 |
| 1973      | Eddy Merckx                                 | André Dierickx                              | Eddy Merckx                                 |
| 1974      | Gerrie Knetemann                            | Frans Verbeeck                              | Georges Pintens                             |
| 1975      | Eddy Merckx                                 | André Dierickx                              | Eddy Merckx                                 |
| 1976      | Freddy Maertens                             | Joop Zoetemelk                              | Joseph Bruyère                              |
| 1977      | Jan Raas                                    | Francesco Moser                             | Bernard Hinault                             |
| 1978      | Jan Raas                                    | Michel Laurent                              | Joseph Bruyère                              |
| 1979      | Jan Raas                                    | Bernard Hinault                             | Dietrich Thurau                             |
| 1980      | Jan Raas                                    | Giuseppe Saronni                            | Bernard Hinault                             |
| 1981      | Bernard Hinault                             | Daniel Willems                              | Josef Fuchs                                 |
| 1982      | Jan Raas                                    | Mario Beccia                                | Silvano Contini                             |
| 1983      | Phil Anderson                               | Bernard Hinault                             | Steven Rooks                                |
| 1984      | Jacques Hanegraaf                           | Kim Andersen                                | Sean Kelly                                  |
| 1985      | Gerrie Knetemann                            | Claude Criquielion                          | Moreno Argentin                             |
| 1986      | Steven Rooks                                | Laurent Fignon                              | Moreno Argentin                             |
| 1987      | Joop Zoetemelk                              | Jean-Claude Leclercq                        | Moreno Argentin                             |
| 1988      | Jelle Nijdam                                | Rolf Gölz                                   | Adrie van der Poel                          |
| 1989      | Eric Van Lancker                            | Claude Criquielion                          | Sean Kelly                                  |
| 1990      | Adrie van der Poel                          | Moreno Argentin                             | Eric Van Lancker                            |
| 1991      | Frans Maassen                               | Moreno Argentin                             | Moreno Argentin                             |
| 1992      | Olaf Ludwig                                 | Giorgio Furlan                              | Dirk De Wolf                                |
| 1993      | Rolf Järmann                                | Maurizio Fondriest                          | Rolf Sørensen                               |
| 1994      | Johan Museeuw                               | Moreno Argentin                             | Evgueni Berzin                              |
| 1995      | Mauro Gianetti                              | Laurent Jalabert                            | Mauro Gianetti                              |
| 1996      | Stefano Zanini                              | Lance Armstrong                             | Pascal Richard                              |
| 1997      | Bjarne Riis                                 | Laurent Jalabert                            | Michele Bartoli                             |
| 1998      | Rolf Järmann                                | Bo Hamburger                                | Michele Bartoli                             |
| 1999      | Michael Boogerd                             | Michele Bartoli                             | Frank Vandenbroucke                         |
| 2000      | Erik Zabel                                  | Francesco Casagrande                        | Paolo Bettini                               |
| 2001      | Erik Dekker                                 | Rik Verbrugghe                              | Oscar Camenzind                             |
| 2002      | Michele Bartoli                             | Mario Aerts                                 | Paolo Bettini                               |
| 2003      | Alexandre Vinokourov                        | Igor Astarloa                               | Tyler Hamilton                              |
| 2004      | Davide Rebellin                             | Davide Rebellin                             | Davide Rebellin                             |
| 2005      | Danilo Di Luca                              | Danilo Di Luca                              | Alexandre Vinokourov                        |
| 2006      | Fränk Schleck                               | Alejandro Valverde                          | Alejandro Valverde                          |
| 2007      | Stefan Schumacher                           | Davide Rebellin                             | Danilo Di Luca                              |
| 2008      | Damiano Cunego                              | Kim Kirchen                                 | Alejandro Valverde                          |
| 2009      | Sergueï Ivanov                              | Davide Rebellin                             | Andy Schleck                                |
| 2010      | Philippe Gilbert                            | Cadel Evans                                 | Alexandre Vinokourov                        |
| 2011      | Philippe Gilbert                            | Philippe Gilbert                            | Philippe Gilbert                            |
| 2012      | Enrico Gasparotto                           | Joaquim Rodríguez                           | Maxim Iglinskiy                             |
| 2013      | Roman Kreuziger                             | Daniel Moreno                               | Daniel Martin                               |
| 2014      | Philippe Gilbert                            | Alejandro Valverde                          | Simon Gerrans                               |
| 2015      | Michał Kwiatkowski                          | Alejandro Valverde                          | Alejandro Valverde                          |
| 2016      | Enrico Gasparotto                           | Alejandro Valverde                          | Wout Poels                                  |
| 2017      | Philippe Gilbert                            | Alejandro Valverde                          | Alejandro Valverde                          |
| 2018      | Michael Valgren                             | Julian Alaphilippe                          | Bob Jungels                                 |
| 2019      | Mathieu van der Poel                        | Julian Alaphilippe                          | Jakob Fuglsang                              |
| 2020      | Anul·lada per la COVID-19                   | Marc Hirschi                                | Primož Roglič                               |
| 2021      | Wout Van Aert                               | Julian Alaphilippe                          | Tadej Pogačar                               |
| 2022      | Michał Kwiatkowski                          | Dylan Teuns                                 | Remco Evenepoel                             |
| 2023      | Tadej Pogačar                               | Tadej Pogačar                               | Remco Evenepoel                             |
| 2024      | Tom Pidcock                                 | Stephen Williams                            | Tadej Pogačar                               |

### Femení
| Any  | Amstel Gold Race          | Fletxa Valona        | Lieja-Bastogne-Lieja |
| ---- | ------------------------- | -------------------- | -------------------- |
| 1998 |                           | Fabiana Luperini     |                      |
| 1999 | Hanka Kupfernagel         |                      |                      |
| 2000 | Geneviève Jeanson         |                      |                      |
| 2001 | Debby Mansveld            | Fabiana Luperini     |                      |
| 2002 | Leontien van Moorsel      | Fabiana Luperini     |                      |
| 2003 | Nicole Cooke              | Nicole Cooke         |                      |
| 2004 |                           | Sonia Huguet         |                      |
| 2005 | Nicole Cooke              |                      |                      |
| 2006 | Nicole Cooke              |                      |                      |
| 2007 | Marianne Vos              |                      |                      |
| 2008 | Marianne Vos              |                      |                      |
| 2009 | Marianne Vos              |                      |                      |
| 2010 | Emma Pooley               |                      |                      |
| 2011 | Marianne Vos              |                      |                      |
| 2012 | Evelyn Stevens            |                      |                      |
| 2013 | Marianne Vos              |                      |                      |
| 2014 | Pauline Ferrand-Prévot    |                      |                      |
| 2015 | Anna van der Breggen      |                      |                      |
| 2016 | Anna van der Breggen      |                      |                      |
| 2017 | Anna van der Breggen      | Anna van der Breggen | Anna van der Breggen |
| 2018 | Chantal Blaak             | Anna van der Breggen | Anna van der Breggen |
| 2019 | Katarzyna Niewiadoma      | Anna van der Breggen | Annemiek Van Vleuten |
| 2020 | Anul·lada per la COVID-19 | Anna van der Breggen | Elizabeth Deignan    |
| 2021 | Marianne Vos              | Anna van der Breggen | Demi Vollering       |
| 2022 | Marta Cavalli             | Marta Cavalli        | Annemiek Van Vleuten |
| 2023 | Demi Vollering            | Demi Vollering       | Demi Vollering       |
| 2024 | Marianne Vos              | Katarzyna Niewiadoma | Grace Brown          |

## Estadístiques
Set corredors i dues corredores han aconseguit el cap de setmana ardenès (doblet Fletxa Valona-Lieja-Bastogne-Lieja): Ferdi Kubler (1951, 1952), Stan Ockers (1955), Eddy Merckx (1972), Moreno Argentin (1991), Davide Rebellin (2004), Alejandro Valverde (2006, 2015, 2017) i Philippe Gilbert (2011) en el palmarès masculí i Anna van der Breggen (2017 i 2018) i Demi Vollering (2023), en el femení En el cas de Kubler i Ockers va ser en un cap de setmana real, mentre que la resta ho van fer en el termini dels quatre dies que separen actualment les dues proves.
Per la seva banda, el 2004 l'italià Davide Rebellin va dur a terme un triplet inèdit, ja que va afegir l'Amstel Gold Race al cap de setmana ardenès, guanyant les tres proves consecutives. Aquesta fita va ser igualada el 2011 pel belga Philippe Gilbert. En dones ho han aconseguit les neerlandeses Anna van der Breggen al 2017, el primer cop que hi havia les tres curses del tríptic, i Demi Vollering el 2023. Altres corredors que han guanyat les tres clàssiques; però en anys diferents són Danilo Di Luca, Michele Bartoli, Eddy Merckx, Bernard Hinault i Tadej Pogačar.
- Ciclistes en actiu en negreta.

### Més Clàssiques de les Ardenes guanyades per ciclistes masculins
| Posició | Nom                  | Nº de victòries | Amstel Gold Race                 | Fletxa Valona                    | Lieja-Bastogne-Lieja             |
| ------- | -------------------- | --------------- | -------------------------------- | -------------------------------- | -------------------------------- |
| 1       | Eddy Merckx          | 10              | 2 (1973, 1975)                   | 3 (1967, 1970, 1972)             | 5 (1969, 1971, 1972, 1973, 1975) |
| 2       | Alejandro Valverde   | 9               | 0                                | 5 (2006, 2014, 2015, 2016, 2017) | 4 (2006, 2008, 2015, 2017)       |
| 3       | Moreno Argentin      | 7               | 0                                | 3 (1990, 1991, 1994)             | 4 (1985, 1986, 1987, 1991)       |
| 4       | Philippe Gilbert     | 6               | 4 (2010, 2011, 2014, 2017)       | 1 (2011)                         | 1 (2011)                         |
| 5       | Bernard Hinault      | 5               | 1 (1981)                         | 2 (1979, 1983)                   | 2 (1977, 1980)                   |
| 5       | Jan Raas             | 5               | 5 (1977, 1978, 1979, 1980, 1982) | 0                                | 0                                |
| 5       | Davide Rebellin      | 5               | 1 (2004)                         | 3 (2004, 2007, 2009)             | 1 (2004)                         |
| 8       | Ferdi Kübler         | 4               | 0                                | 2 (1951, 1952)                   | 2 (1951, 1952)                   |
| 8       | Michele Bartoli      | 4               | 1 (2002)                         | 1 (1999)                         | 2 (1997, 1998)                   |
| 10      | Marcel Kint          | 3               | 0                                | 3 (1943, 1944, 1945)             | 0                                |
| 10      | Léon Houa            | 3               | 0                                | 0                                | 3 (1892, 1893, 1894)             |
| 10      | Alfons Schepers      | 3               | 0                                | 0                                | 3 (1929, 1931, 1935)             |
| 10      | Stan Ockers          | 3               | 0                                | 2 (1953, 1955)                   | 1 (1955)                         |
| 10      | Fred De Bruyne       | 3               | 0                                | 0                                | 3 (1956, 1958, 1959)             |
| 10      | Alexander Vinokourov | 3               | 1 (2003)                         | 0                                | 2 (2005, 2010)                   |
| 10      | Danilo Di Luca       | 3               | 1 (2005)                         | 1 (2005)                         | 1 (2007)                         |
| 10      | Julian Alaphilippe   | 3               | 0                                | 3 (2018), (2019, (2021)          | 0                                |
| 10      | Tadej Pogačar        | 3               | 1 (2023)                         | 1 (2023)                         | 1 (2021)                         |

### Més Clàssiques de les Ardenes guanyades per ciclistes femenines
| Posició | Nom                  | Nº de victòries | Amstel Gold Race | Fletxa Valona                                | Lieja-Bastogne-Lieja |
| ------- | -------------------- | --------------- | ---------------- | -------------------------------------------- | -------------------- |
| 1       | Anna van der Breggen | 10              | 1 (2017)         | 7 (2015, 2016, 2017, 2018, 2019, 2020, 2021) | 2 (2017, 2018)       |
| 2       | Marianne Vos         | 7               | 2 (2021, 2024)   | 5 (2007, 2008, 2009, 2011, 2013)             | 0                    |
| 3       | Nicole Cooke         | 4               | 1 (2003)         | 3 (2003, 2005, 2006)                         | 0                    |
| 3       | Demi Vollering       | 4               | 1 (2023)         | 1 (2023)                                     | 2 (2021, 2023)       |
| 5       | Fabiana Luperini     | 3               | 0                | 3 (1998, 2001, 2002)                         | 0                    |